# Нікола Мантов (стадіон)
Нікола Мантов мак. Стадион Никола Мантов — футбольний стадіон у місті Кочани, Північна Македонія. Вміщує 5000 глядачів. Домашня футбольна арена клубів «Осогово» та «Кочани».

## Загальні відомості
Стадіон розташований на півдні міста Кочани, має дві трибуни: східну на 2750 сидячих місць (використовується з 1980 року) та західну з 1600 сидячими місцями. У 1994 році третина західної трибуни була вкрита дахом.
У підтрибунних приміщеннях розташовується ресторан на 340 місць, а також з 22-ма двоісними номерами. У західній трибуні розташовані клубні офіси, вбиральні, ванни, кабінети, кімната для переговорів, прес-центр, стрілецький зал та інші допоміжні приміщення. Окрім основного ігрового поля, у південній частині стадіону знаходиться запасне тренувальне поле.

## Назва стадіону

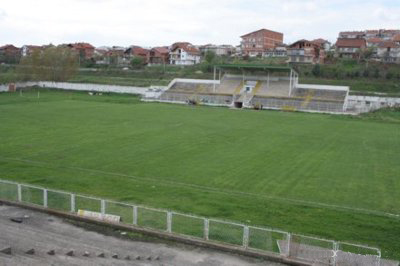
Панорама стадіону з західної трибуни

У 1973 році ФК «Осогово» виступав у тодішньому чемпіонаті СР Македонія (третій рівень футбольних змагань у тодішній Югославії). Того сезону, 1 липня 1973 року «Осогово» в 34-у турі приймало з «ФАС 11 Октіври» зі Скоп'є.
На 10-й хвилині першого тайму за рахунку 1:0 у складі господарів 23-річний гравець «Осогово» Нікола Мантов (Мендіс) внаслідок серцевого нападу впав на газон стадіону. Молодий гравець, студент другого курсу машинобудівного факультету в Битолі, був негайно відвезений до лікарні в Кочани, проте лікарі змогли лише встановити його смерть. Головний арбітр матчу Ратко Джорджиоський з Прилепу негайно припинив матч, а 2000 присутніх глядачів після оприлюднення новини покинули стадіон зі сльозами на очах.
За свою коротку футбольну кар'єру Мантов зіграв 59 чемпіонатів і ще стільки ж матчів провів у кубку, виступаючи на позиції лівого флангового захисника та лівого півзахисника. Забитими м'ячами не відзначався, у футбольній кар'єрі отримав лише одну жовту картку.
На згадку про цього гравця стадіон отримав свою нинішню назву, це єдиний стадіон в Македонії, який коли-небудь носив ім'я футболіста.
Назву стадіону було офіційно оголошено на сесії Ради муніципалітету Кочани, яка відбулася 30 квітня 2014 року, депутати всіх політичних партій голосували за пропозицію одноголосно.

## Міжнародні матчі
| Дата                         | Змагання                     | Суперник                     | Рахунок                      | Від.                         | Пос.                         |
| Північна гра (1994–теп. час) | Північна гра (1994–теп. час) | Північна гра (1994–теп. час) | Північна гра (1994–теп. час) | Північна гра (1994–теп. час) | Північна гра (1994–теп. час) |
| ---------------------------- | ---------------------------- | ---------------------------- | ---------------------------- | ---------------------------- | ---------------------------- |
| 7 вересня 1994               | кваліфікація ЧЄ U-21         | Данія                        | 5–3                          | 6,000                        |                              |
| 12 квітня 1995               | Товариський матч             | Болгарія                     | 0–0                          | 8,000                        |                              |